# Старе Шуматово
Ста́ре Шума́тово (рос. Старое Шуматово, чув. Кивьял Шăмат) — селище у Чувашії Російської Федерації, у складі Совєтського сільського поселення Ядринського району.
Населення — 105 осіб (2010; 130 в 2002, 192 в 1979, 172 в 1939, 184 в 1926, 205 в 1906, 88 в 1858).

## Історія
Історичні назви — Стара, Старий, Старе Поле, Ківьял. Утворився 19 століття як околоток села Шуматово. До 1866 року селяни мали статус державних, займались землеробством, тваринництвом, слюсарством. 1921 року відкрита початкова школа. 1929 року створено колгосп «Ираш». До 1927 року селище входило до складу Шуматовської волості Ядринського повіту, після переходу 1927 року на райони — у складі Ядринського району, з 1939 по 1956 роки — у складі Совєтського району, після ліквідації якого повернуто до складу Ядринського району.